# Храмовник и еврейка
«Храмовник и еврейка» (нем. Der Templer und die Jüdin) — романтическая опера немецкого композитора Генриха Маршнера с либретто Вильгельма Августа Вольбрюка по сюжету романа Вальтера Скотта «Айвенго». Премьера оперы состоялась 22 декабря 1829 года в Лейпциге.
«Храмовник и еврейка» считается одним из наиболее значимых произведений Маршнера наряду с другими романтическими операми композитора «Ханс Гейлинг» и «Вампир».

## Изменения либретто
С изменённой версией либретто опера была поставлена в Берлине 3 августа 1831 года с Эдуардом Девриентом в главной роли. Ещё одну упрощённую версию в 1833 году опубликовал Феликс Мотль, добавив несколько эпизодических ролей. В 1912 году Ханс Пфицнер снова популяризировал произведение, опубликовав сокращённый вариант либретто, вырезав сцены, которые были сочтены антисемитскими.

## Действующие лица
| Роль                     | Голос         | Исполнитель на премьере 22 декабря 1829 года Дирижёр: Генрих Маршнер |
| ------------------------ | ------------- | -------------------------------------------------------------------- |
| Брайан де Буа-Гильбер    | баритон       | Генрих Хаммермейстер                                                 |
| Фриар Тук                | бас           | Вильгельм Фишер                                                      |
| Седрик фон Розервуд      | бас           | Вильгельм Пёгнер                                                     |
| Чёрный Рыцарь (Ричард I) | бас           | Эдуард Шюц                                                           |
| Локсли                   | баритон       |                                                                      |
| Лукас де Баманоир        | бас           |                                                                      |
| Маурис де Браси          | тенор         |                                                                      |
| Ребекка                  | сопрано       | Фортуната Франчетти-Вазель                                           |
| Ровена                   | сопрано       | Генриетта Вюст                                                       |
| Вамба                    | тенор         | Август Видеман                                                       |
| Вильфред Айвенго         | тенор         | Убрих                                                                |
| Освальд                  | бас           |                                                                      |
| Альберт Мальвойсин       | разговаривает |                                                                      |
| Конрад                   | разговаривает |                                                                      |
| Элгита                   | разговаривает |                                                                      |
| Исаак Йоркский           | разговаривает |                                                                      |
| Вальтер                  | разговаривает |                                                                      |
| Виллибальд               | разговаривает |                                                                      |
| Роберт                   | разговаривает |                                                                      |
| Филип                    | разговаривает |                                                                      |
| Хердиберт                | разговаривает |                                                                      |

## Сюжет
Еврейка Ребекка попадает в плен к тамплиерам. Ей признаётся в любви рыцарь Брайан де Буа-Гильбер, но она всячески отказывается от его ухаживаний. Ребекка встречает Айвенго, к которому была приставлена в качестве медсестры, и он сообщает ей, что скоро её освободят.
В это время войско Ричарда Львиное Сердце (скрывающегося под обликом Чёрного Рыцаря) освобождает пленённых отца и кузину Айвенго. Ребекка остаётся одна в руках Буа-Гильбера. Союзники-тамплиеры считают, что Ребекка околдовала Буа-Гильбера и осуждают её на сожжение на костре. Ребекка использует своё право обратиться за защитником и ей разрешают найти его до заката. Брайан предлагает свою помощь, но Ребекка отвергает его, надеясь на Айвенго, в которого влюбилась.
Однако Айвенго любит свою кузину Ровену, которая попала в плен к норманам. День почти проходит, для Ребекки готовят погребальный костёр, когда вдруг появляется Айвенго, против которого тамплиеры заявляют Брайана. Айвенго убивает Буа-Гильбера и освобождает Ребекку. В это время в страну возвращается король Ричард и берёт власть в свои руки. Айвенго и Ровена обручаются.